# 厄瓜多歐亨尼奧·埃斯佩霍國家圖書館
厄瓜多歐亨尼奧·埃斯佩霍國家圖書館（西班牙語：Biblioteca Nacional del Ecuador "Eugenio Espejo"）位於厄瓜多首都基多。該圖書館以殖民時期的厄瓜多作家兼律師歐亨尼奧·埃斯佩霍的名字命名。
1859年，圖書館原建築在地震中損毀，之後重建。

## 外部連結
- 官方网站.